# M-84D
M-84D najnovija je hrvatska inačica tenka M-84A4. Slovo D u nazivu označava standard Degman, kojim Hrvatska planira nadograditi sve svoje M-84 tenkove. Opremljena je Dieselovim motorom snage 1200 KS (895 kW) i RRAK eksplozivno-reaktivnim oklopom. U vozilo je ugrađen SUP temeljen na Omega digitalnom balističkom računalu slovenske tvrtke Fotona. Također ima termoviziju, Racal komunikacijski sustav i potpuno elektronički pokretanu kupolu. Vozilo postiže najveću brzinu od 70 km/h na pogodnom terenu uz balistički domet od oko 700 km. Auto punjač je za 15% brži od istoga na starijim verzijama M-84 što znači da umjesto 8 granata u minuti ispaljuje 9 granata u minuti. M-84D ima i aktivnu zaštitu, senzore laserskog ozračenja i ometalo ozračenja s čime se poboljšava zaštita vozila od protuoklopnih vođenih raketa. Ugrađen je novi sustav pokretanja topa, klima uređaj i daljinsko upravljiva vatrena stanica s ugrađenom 12,7 mm strojnicom, s čime su povećane šanse preživljavanja posade na bojištu, zato što za upravljanje strojnicom član posade ne treba izlaziti iz tenka i izlagati se snajperskoj vatri.

## Razlike između M-95 Degman i M-84D tenka
M-95 Degman je tehnološki napredniji od M-84D. Kupola tenka M-84D je niža i uža od kupole tenka M-95. Tenk M-95 Degman koristi gumene umetke u gusjenicama. M-95 Degman nema mnogo sličnosti s M-84 (u izradi M-95 korištena su samo neka koncepcijska rješenja s M-84 tenka) jer je on ustvari poboljšana inačica jugoslavenskog tenka M-91 Vihor, dok je M-84D standard zamišljen kao nadogradnja M-84 tenkova.

## Potencijalni kupci
- Hrvatska- 75 -Hrvatska vojska planira nadograditi sve starije M-84 tenkove na M-84D standard i proizvesti 29 novih M-95 Degman-a.
- Kuvajt- 144 -Kuvajćani su planirali nadogradnju svojih M84 na ovaj standard, što je obustavljeno 2011.

## Vanjske poveznice
- (sr) Opširnije o M-84D  Arhivirana inačica izvorne stranice od 8. travnja 2011. (Wayback Machine)